# Ромський одяг

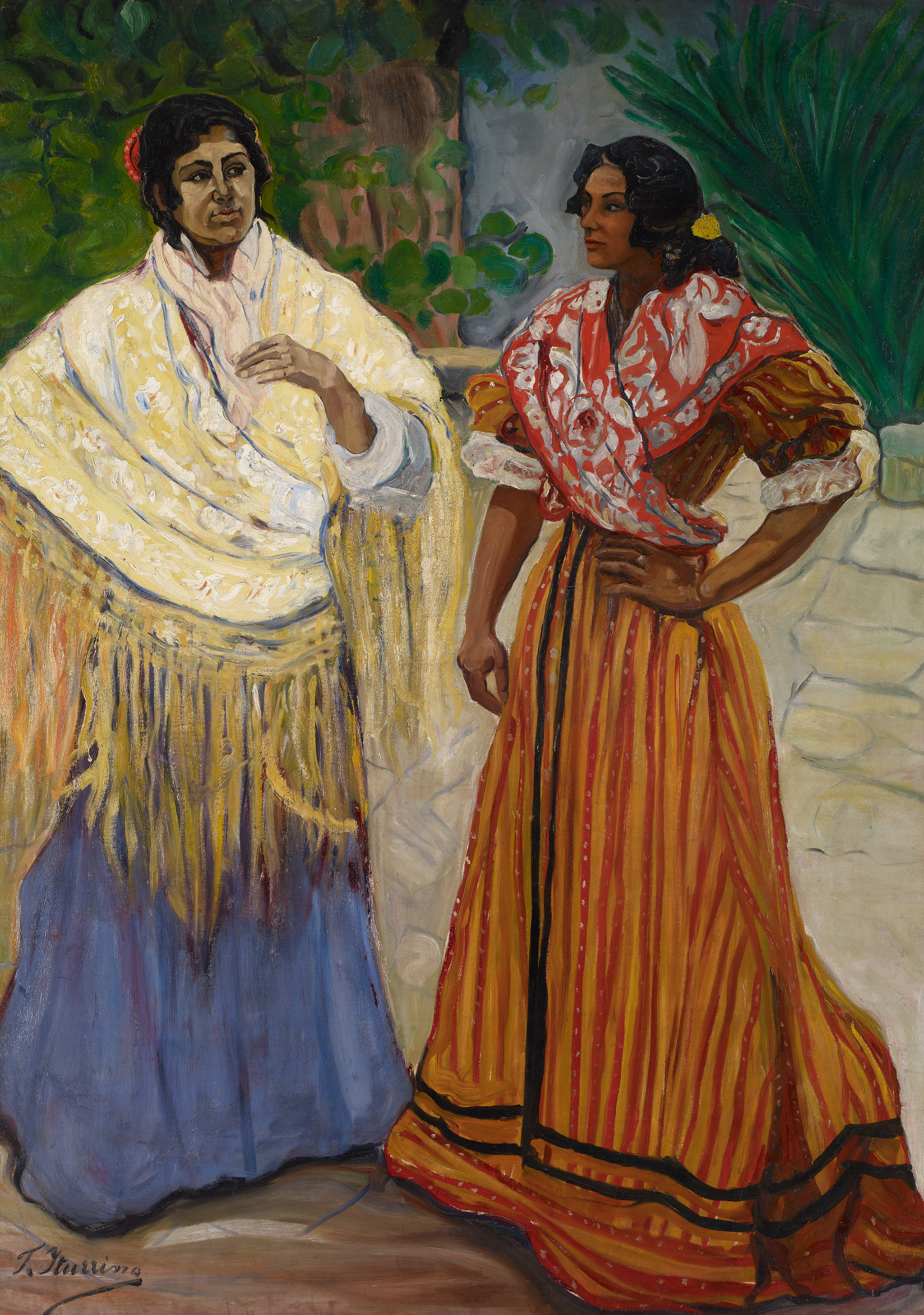
Дві ромські жінки в Іспанії в традиційному одязі, художник Франциско Ітурріно

Ромський одяг — традиційний одяг ромського народу. Традиційний одяг ромів тісно пов'язаний з їх історією, культурою та національною ідентичністю.
Деякі вчені пов'язують подібність ромського одягу з південноазійським населенням через загальний консенсус щодо південноазійського походження ромського народу. Однак вони також відзначають, що існує також багато відмінностей, які вказують на контакти ромів з різними іншими групами. Через це ромський одяг може різко відрізнятися в різних племенах, однак існують певні постійні подібності, які визначають ромський одяг в цілому. Інші роми часто впізнають ромів через зовнішній вигляд і культурний дрес-код. Крім того, роми цінують зовнішню демонстрацію свого багатства та процвітання, що відображається в їхньому традиційному одязі.

## Жіночий одяг

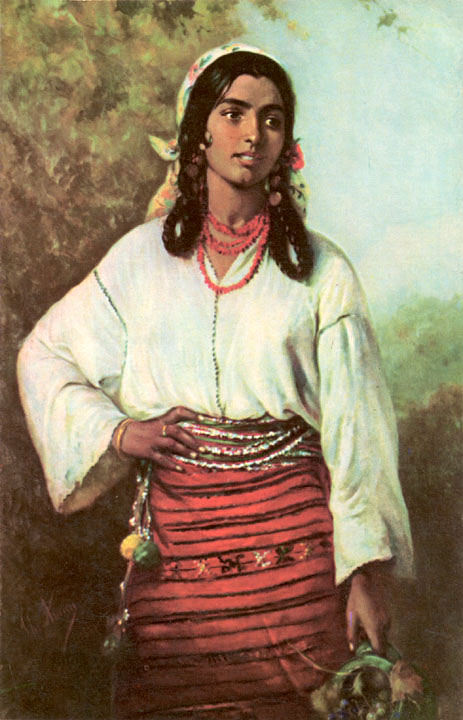
Ромська дівчина з Румунії в традиційному одязі Теодора Амана

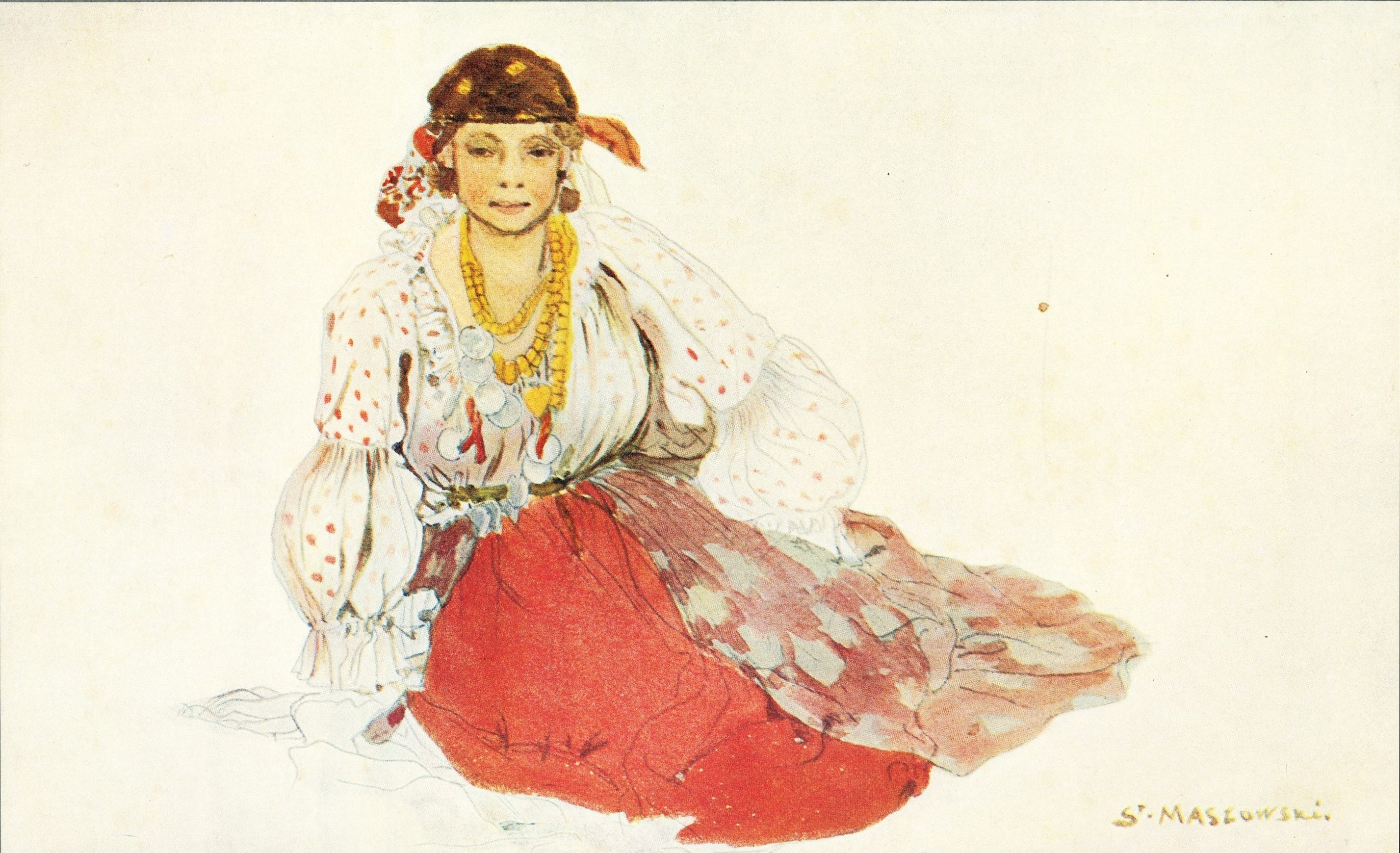
Ромка в Польщі, Станіслав Масловський, акварель, 1877

Одяг ромських жінок підкреслює культурну традицію демонстрації свого багатства як знаку щастя. Ромські жінки зазвичай носять золоті намиста, браслети та хустки, які часто прикрашені золотими монетами. Дікло — це традиційна хустка, яку носять одружені ромські жінки.
Для нижньої частини тіла ромські жінки традиційно носять спідниці. Розмір спідниці різний у жінок різних племен, віку та сімейного стану. Традиційно спідниці завжди носили нижче колін, оскільки нижня частина тіла вважається табу в ромській культурі через традиціні забобони, але в наш час це змінилося. Ромські жінки також традиційно уникали штанів, хоча це також змінилося серед молодого покоління. Крім того, серед влаських ромів одружені жінки носять білий фартух над спідницею. Фартух ромської жінки був на місці, щоб захистити їжу від бруду одягу відповідно до кодексу чистоти ромського народу.
У деяких ромських культурах Валахії, таких як габори, ромські дівчатка віком від 10 років зобов'язані носити дрес-код, який складається з барвистої плісированої спідниці, барвистої блузи з візерунками, довгого плісированого фартуха з того самого матеріалу, що й спідниця, у одружених жінок хустина була правилом одягу. Червону стрічку в волоссі носять як одружені, так і неодружені жінки. Для взуття жінки носять сандалі, капці, чоботи або туфлі. Колір спідниць може відображати статус і вік ромської жінки: яскраві кольори використовують молодші дівчата, а темні кольори — старші жінки. Чорні спідниці є знаком трауру в ромській культурі.
У громадах мусульманських ромів на Балканах жінки молодшого покоління, як правило, носять більш консервативний ісламський одяг, тоді як старше покоління віддає перевагу більш традиційному одягу з традиційним дизайном, кольорами та символікою ромів. У мусульманському ромському суспільстві уважно стежать за дрес-кодом жінок і підкреслюють скромність, особливо коли йдеться про нижню половину тіла.

## Чоловічий одяг

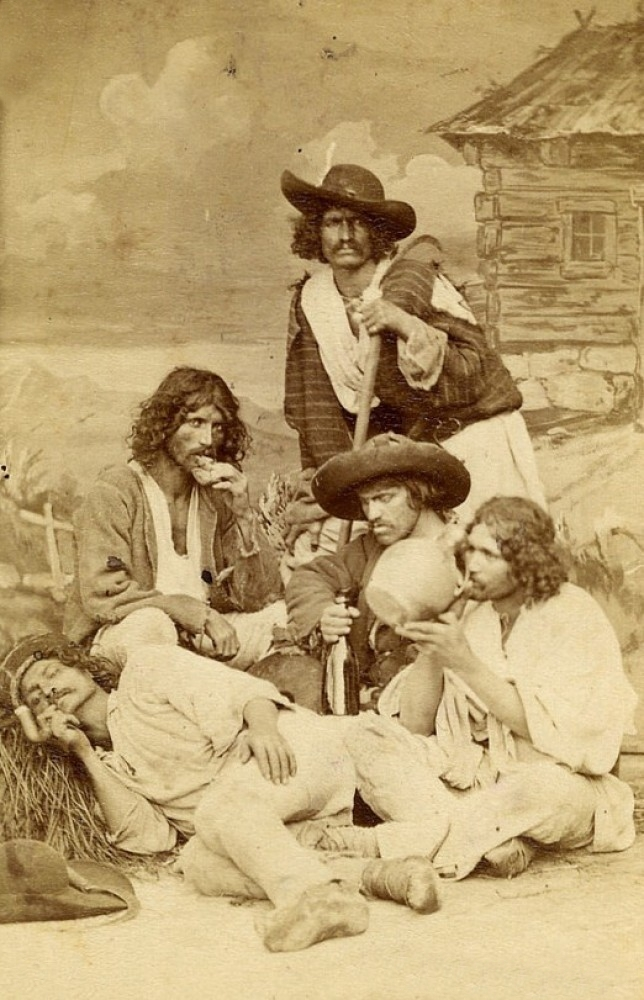
Роми з Трансільванії в традиційному одязі, 1865 рік

Ромські чоловіки в містах, як правило, носять блискучі костюми та краватки на знак моди, статусу та елегантності. Ромські чоловіки часто носять золоті каблучки та намиста як прикраси. Капелюх і жилет ромського чоловіка свідчать про його племінну та кланову приналежність. Через ромську стигму, що оточує нижню частину тіла, ромські чоловіки часто уникають носити шорти.
Чоловічий ромський одяг був стандартним у всьому клані, а спільне використання одягу між членами клану вважалося символом братерства.
У деяких ромських культурах Валахії, таких як Габори, чоловіки повинні носити дрес-код, який складається з капелюха з широкими полями, чорних штанів вільного крою, темного пальта та сорочки, а також жилета зі срібними ґудзиками. Із взуття чоловіки носять чорне закрите взуття.

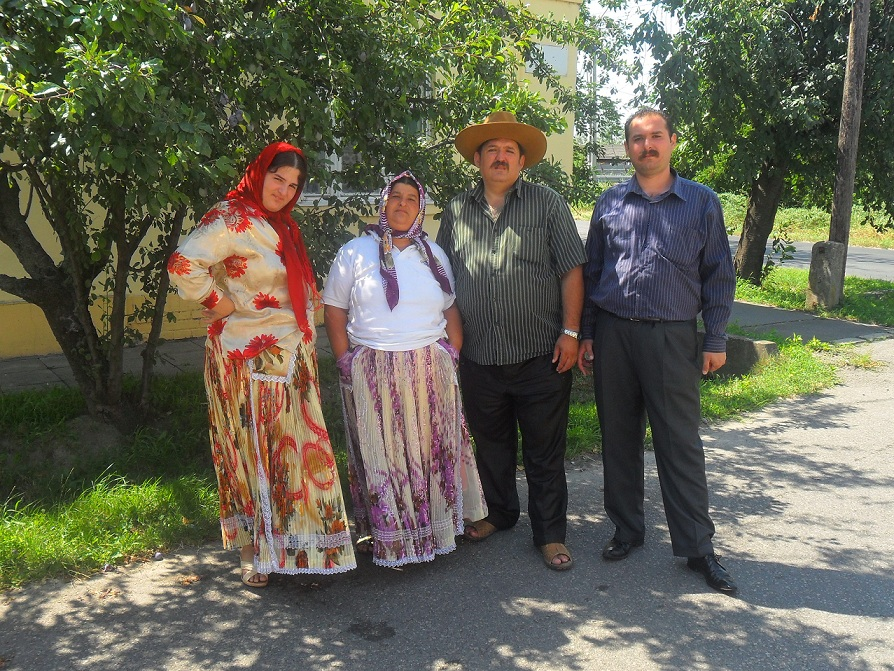
Габор-роми з Трансільванії, Румунія в традиційному одязі

## Переслідування
У багатьох регіонах донині визначення когось як рома може мати негативні наслідки. Були зроблені численні спроби асимілювати ромів у європейське суспільство шляхом мінімізації різних культурних ознак, таких як одяг. Європейські держави мали необов'язкові та вимушені спроби асимілювати або викорінити ромську культуру. Під час Пораймос та інших подій надзвичайного переслідування, коли ідентифікація ромів могла бути небезпечною, багатьом ромам довелося відмовитися від свого культурного одягу. Однак роми продовжують опиратися асиміляції до цього дня, незважаючи на поточні зусилля європейських держав демонізувати та оголосити поза законом ромську культуру, включаючи ромський одяг.
Завдяки таким рухам, як богемізм, багато неромів почали одягатися як роми. Гелен Ґрем описує проблематичну природу цієї тенденції:
Проблема з тегами в Instagram полягає в тому, що нероми можуть "переодягнутися ромом" на один день без серйозних наслідків, але коли ром одягається в традиційний одяг, або навіть його подобу, реакція може бути жорстокою.

## Галерея

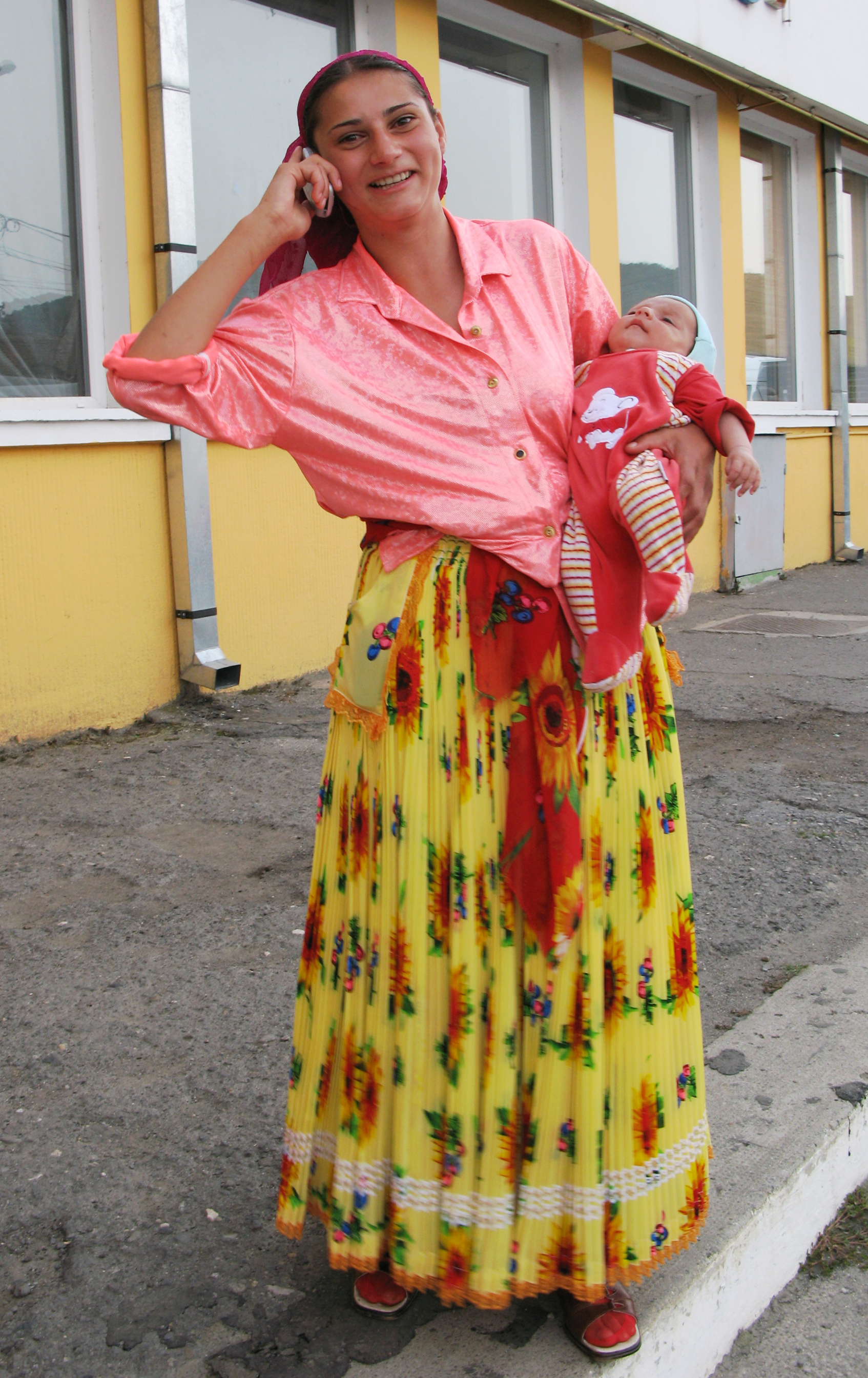
Ромська мати зРумунії в традиційному одязі
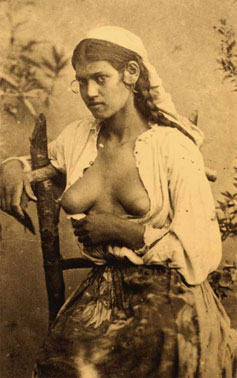
Фотографія ромської жінки вРумунії, автор Керол Сатмарі, 1870 рік
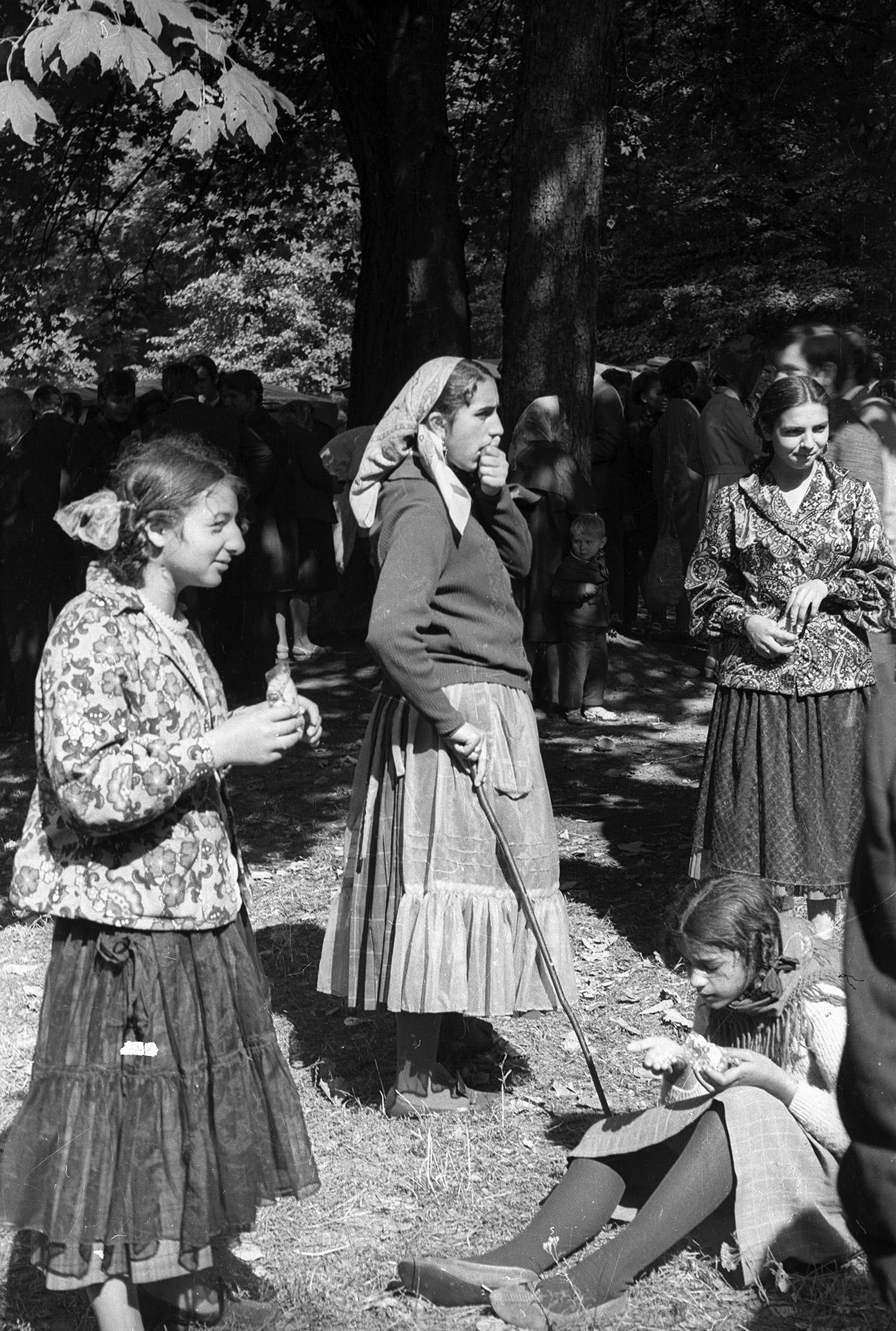
Польські роми в традиційному одязі
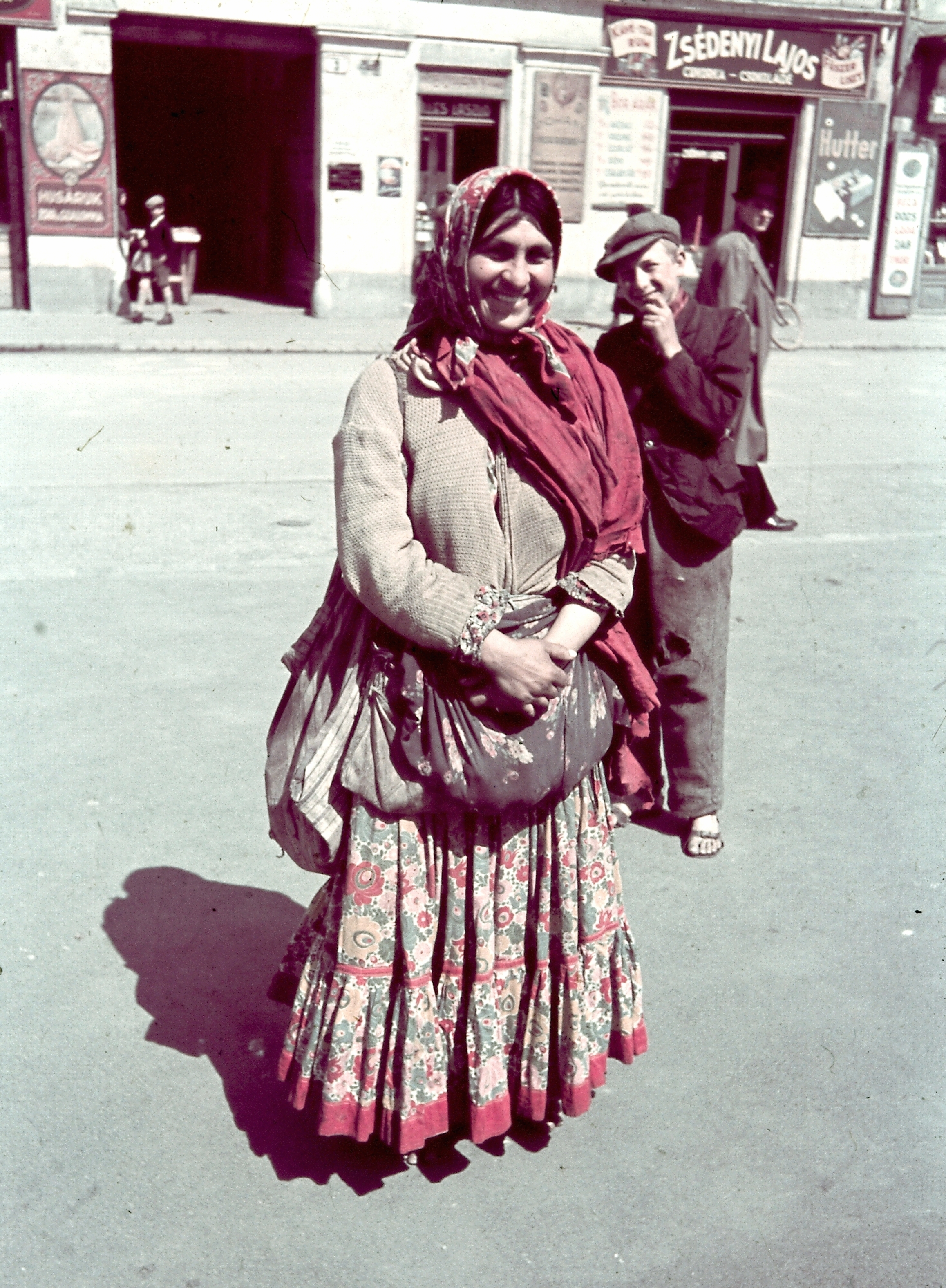
Ромка з Угорщини
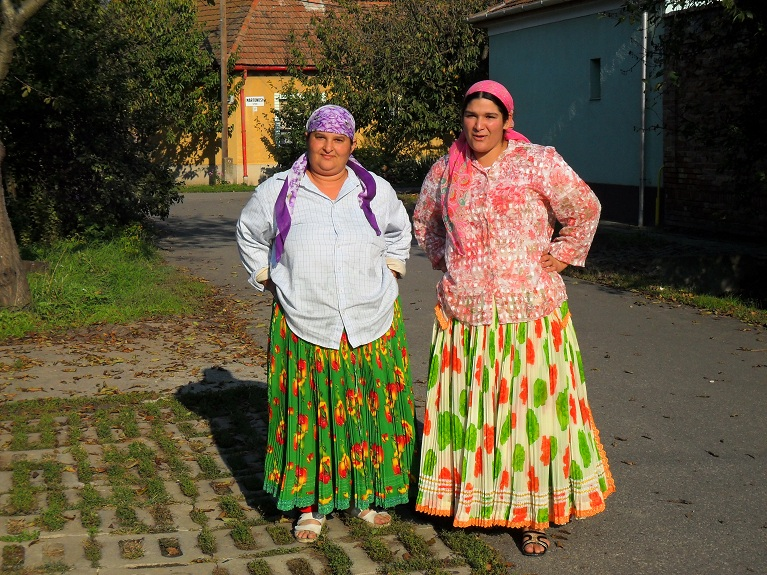
Традиційний одяг Габора Ромів з Трансільванії
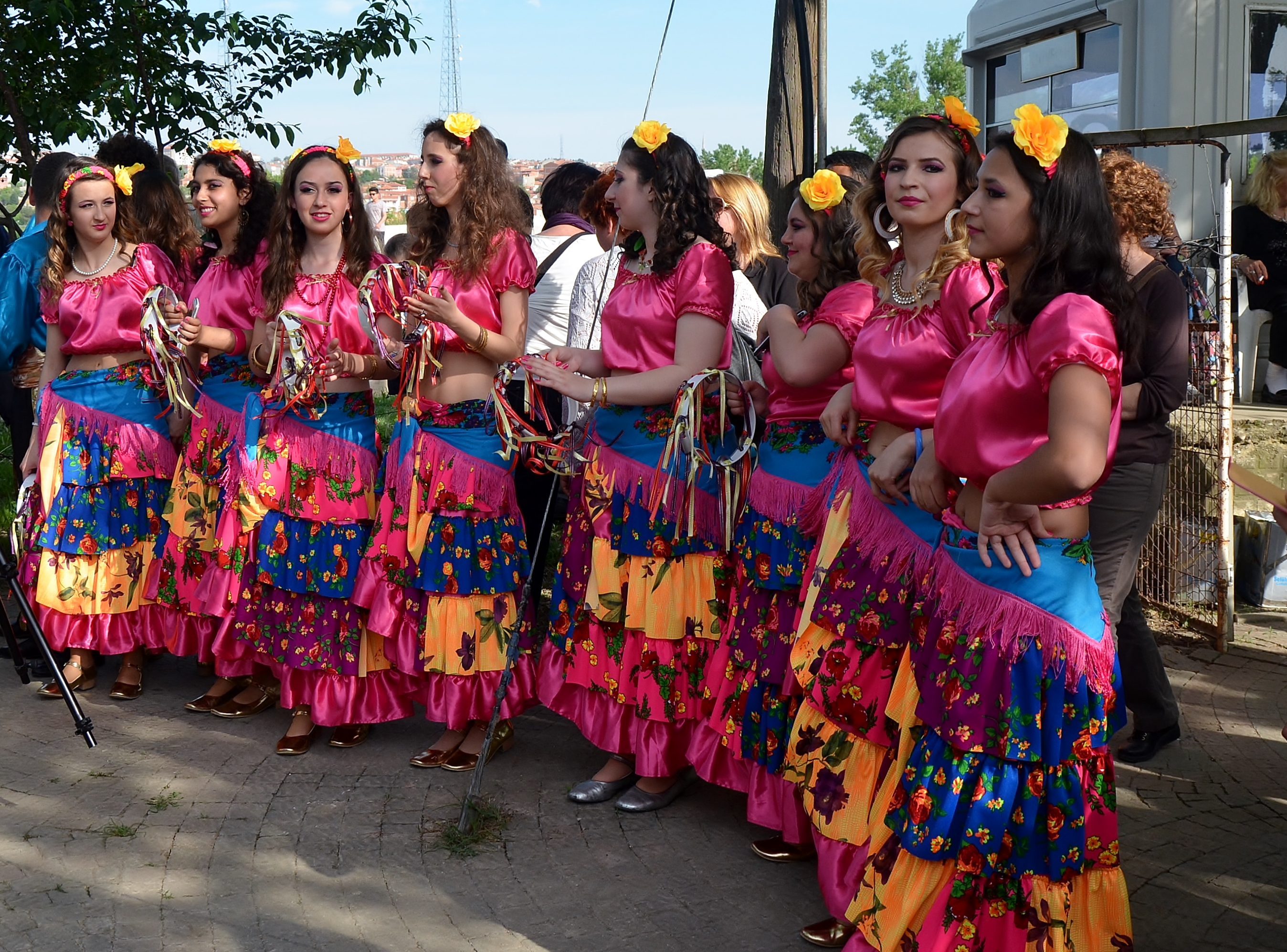
Ромські жінки Туреччини
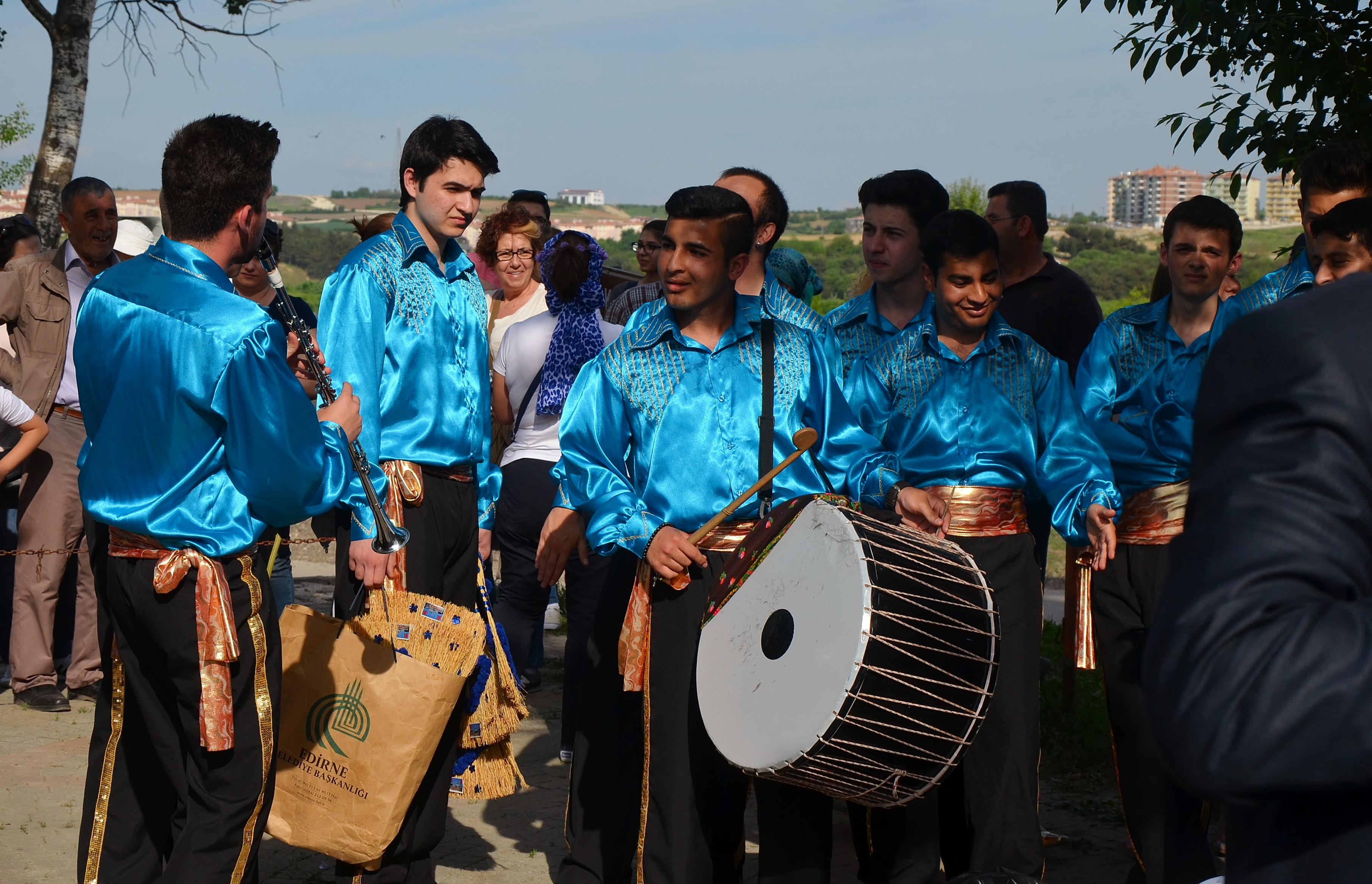
Роми Туреччини
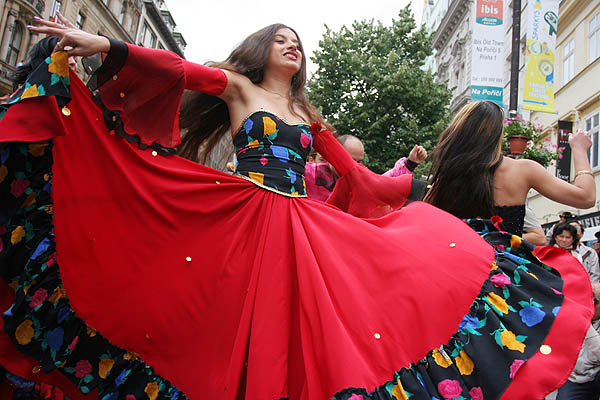
Фестиваль Хаморо Рома 2007 у Празі

### У мистецтві

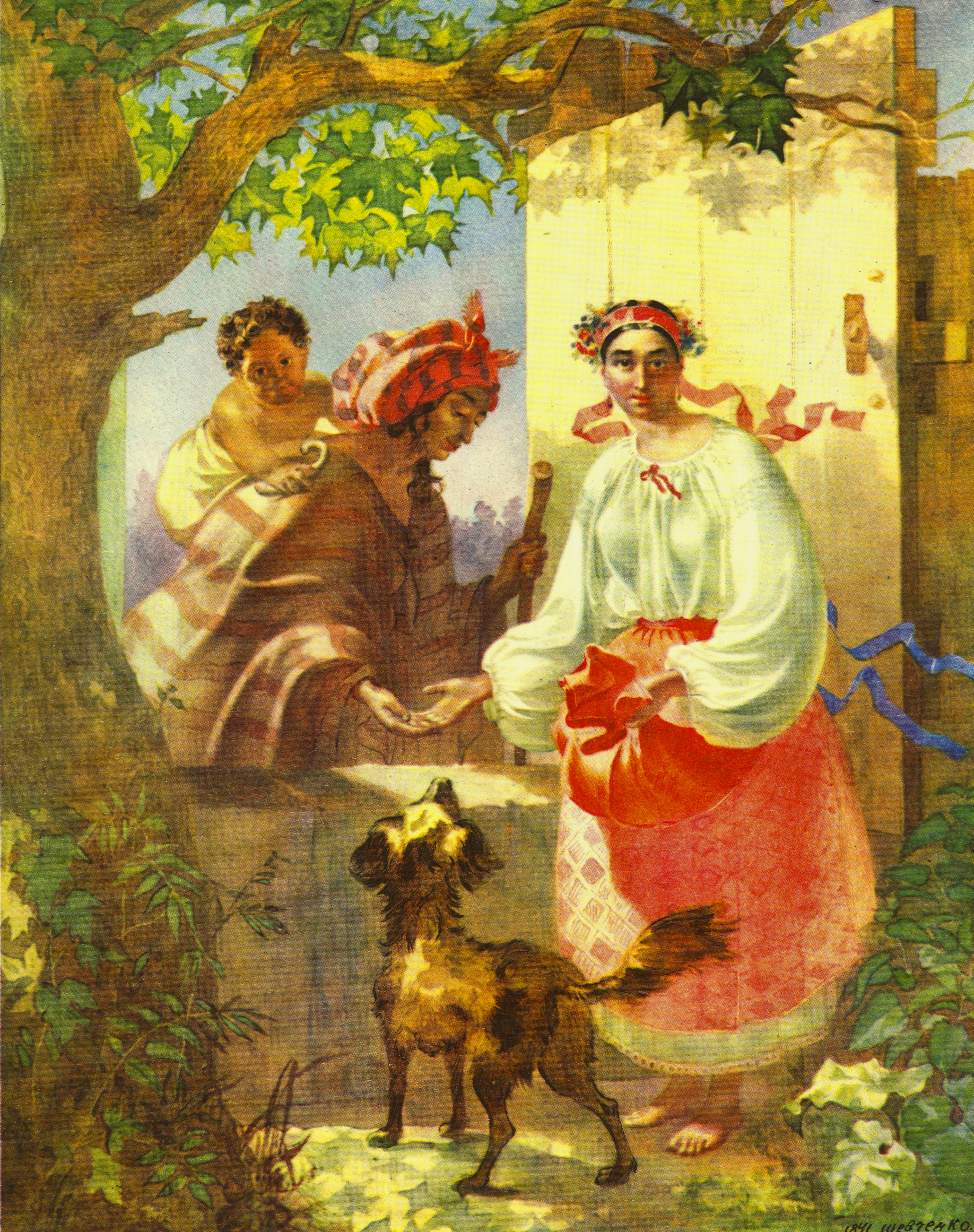
Циганка-ворожка Тараса Шевченка
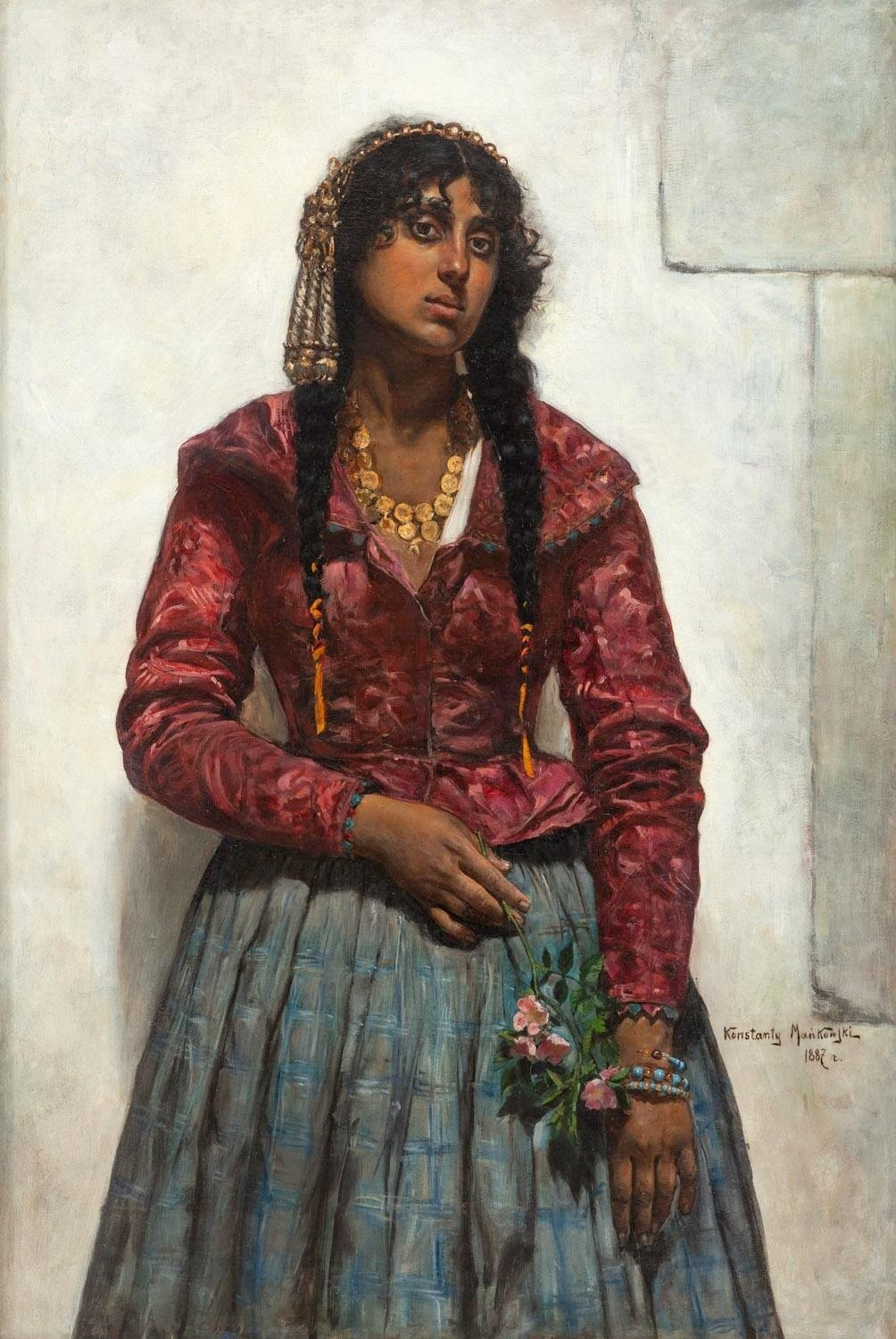
Ромка в традиційному вбранні, художник Костянтин Маньковськ, 1887 рік
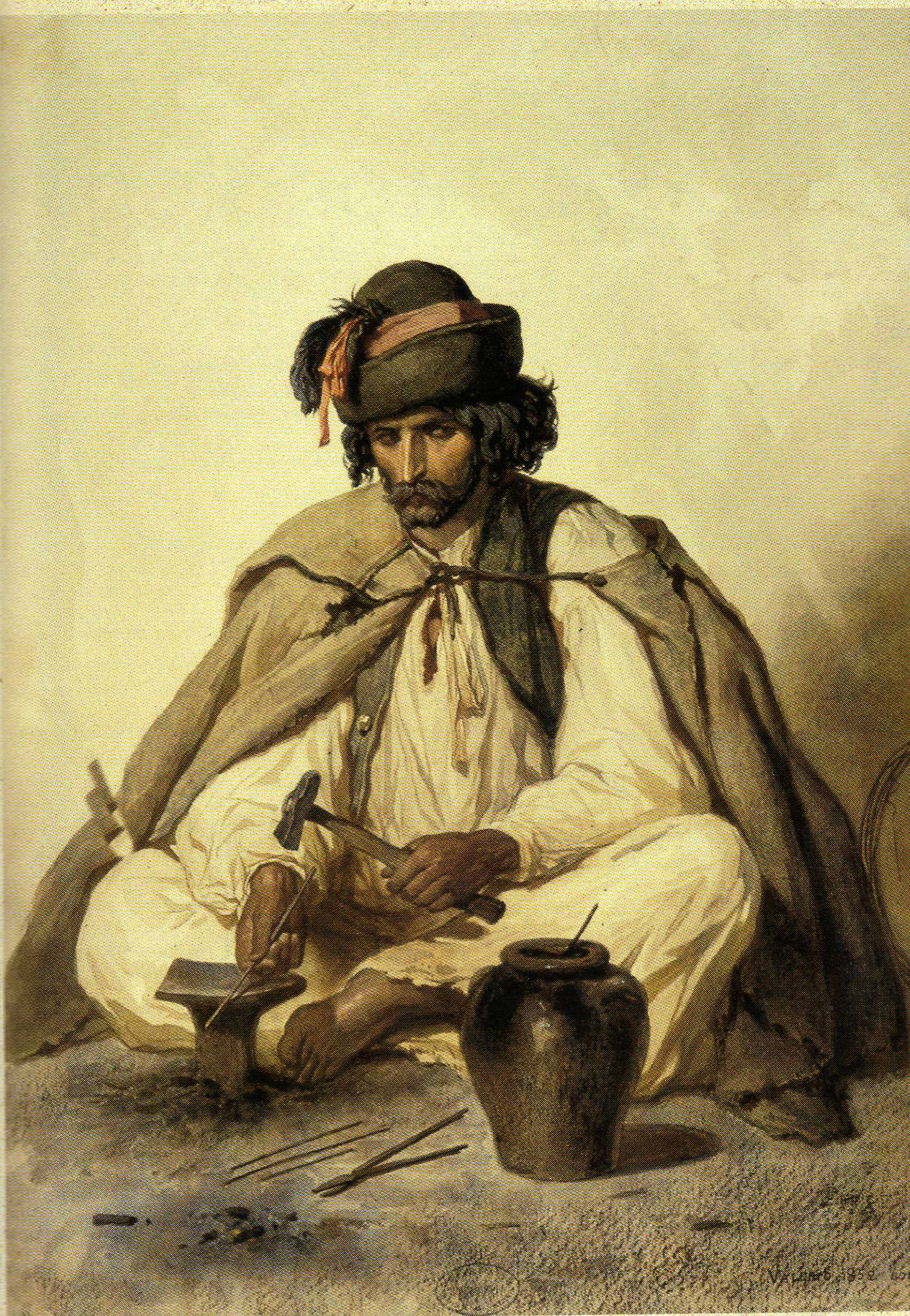
Ромський коваль у горах Матра, художник Теодор Валеріо, 1852 рік
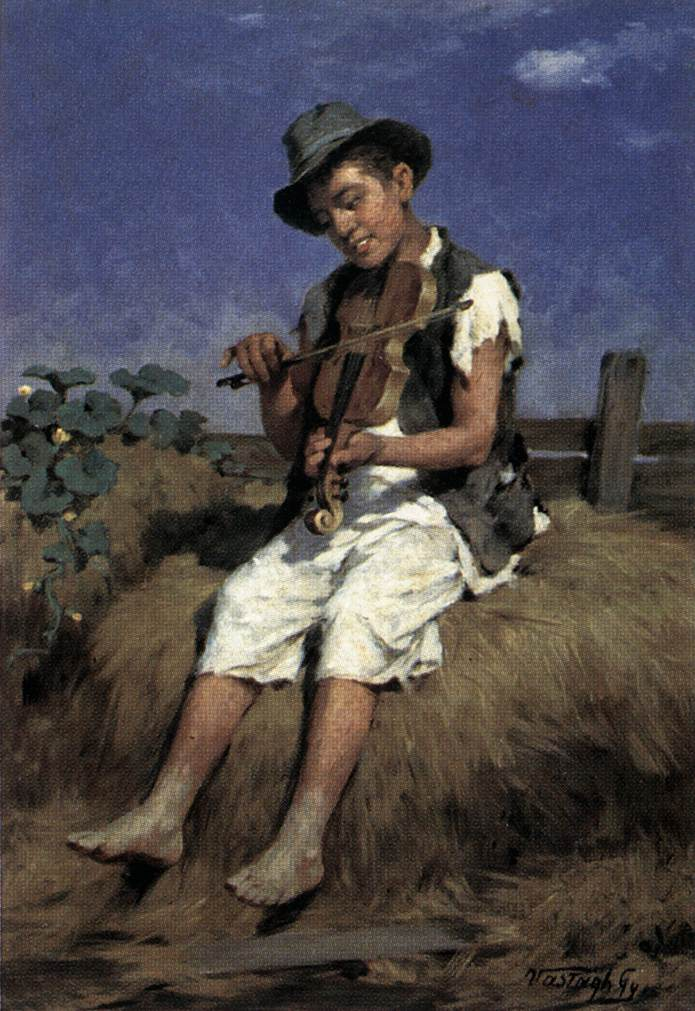
Ромський хлопчик-скрипаль з Угорщини, художник Д'єрдь Вастаг
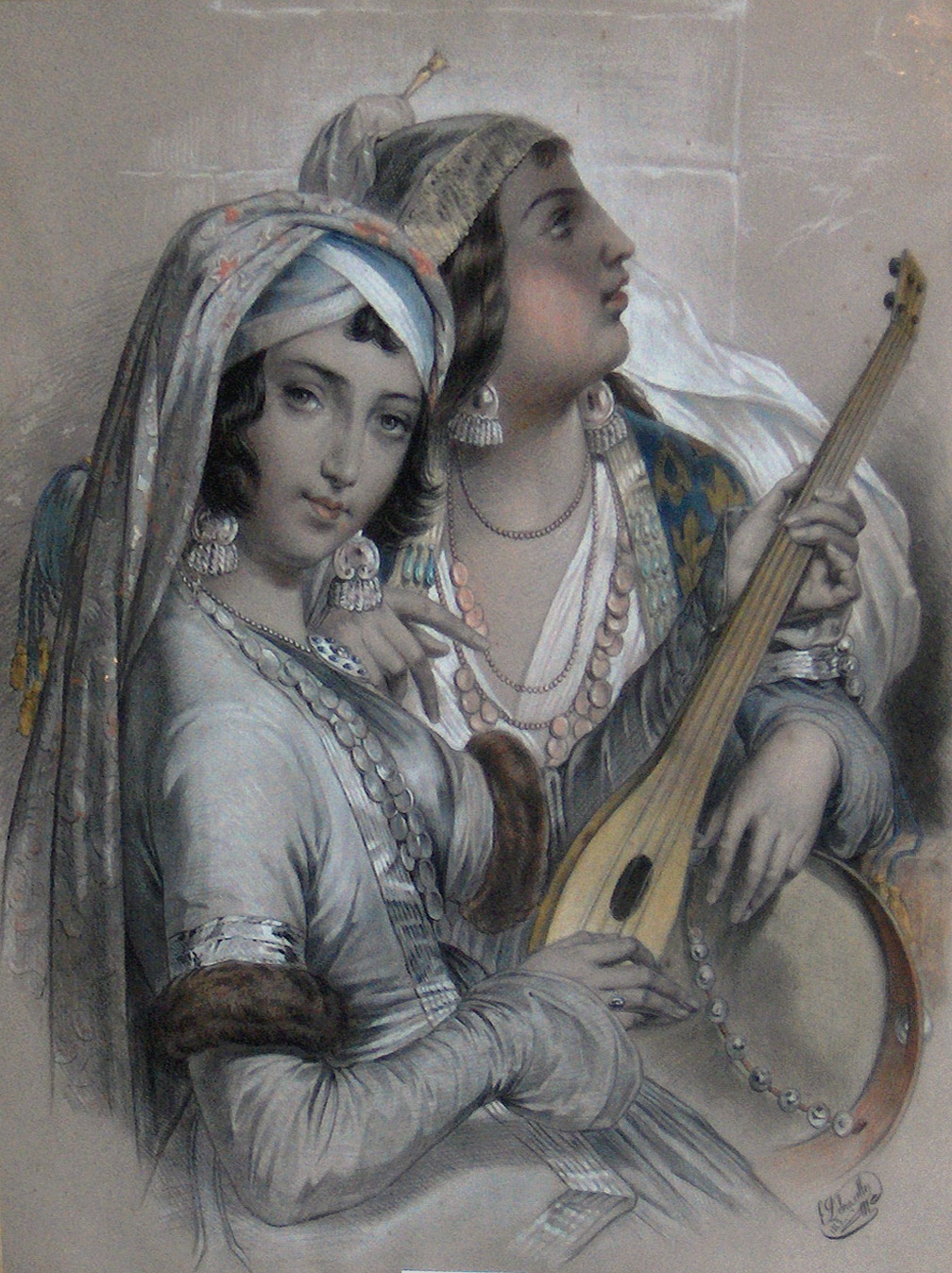
«Музичні ромські дівчата», східний малюнок Едуарда Дебрюкселя, (1835-1871)
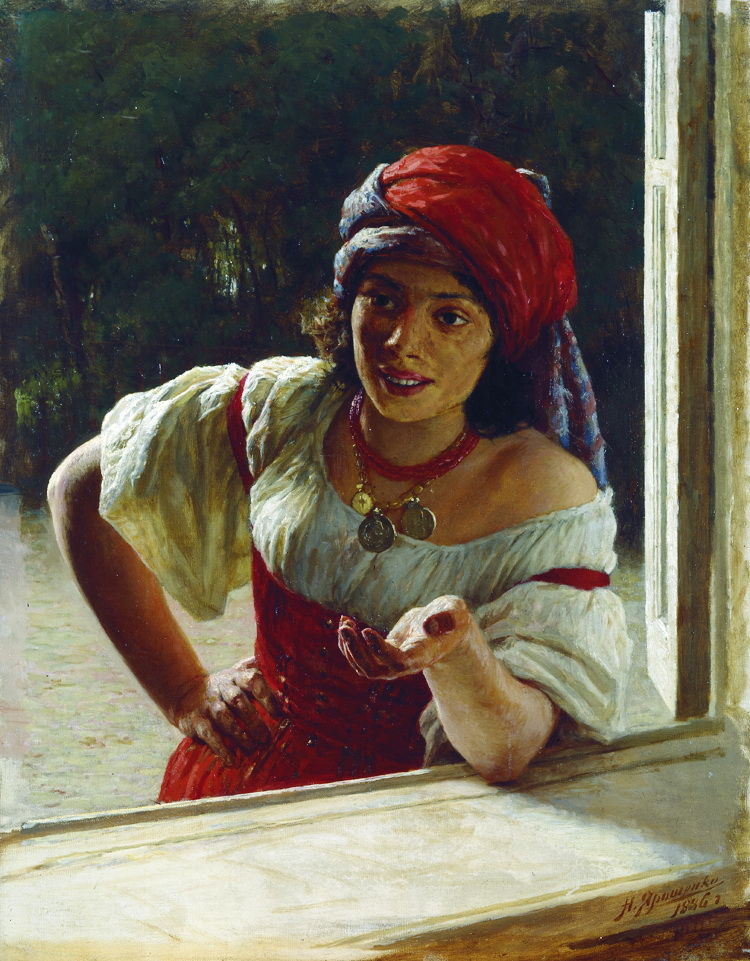
Ромка – Микола Ярошенко
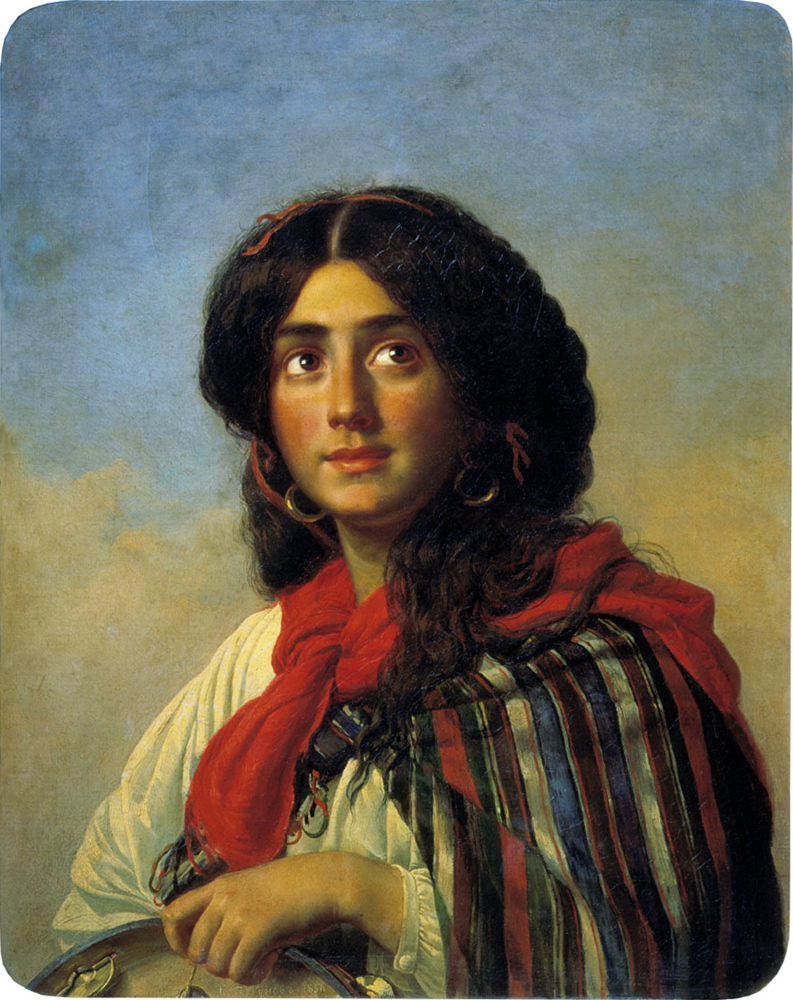
Ромка в традиційному одязі, 1851 рік
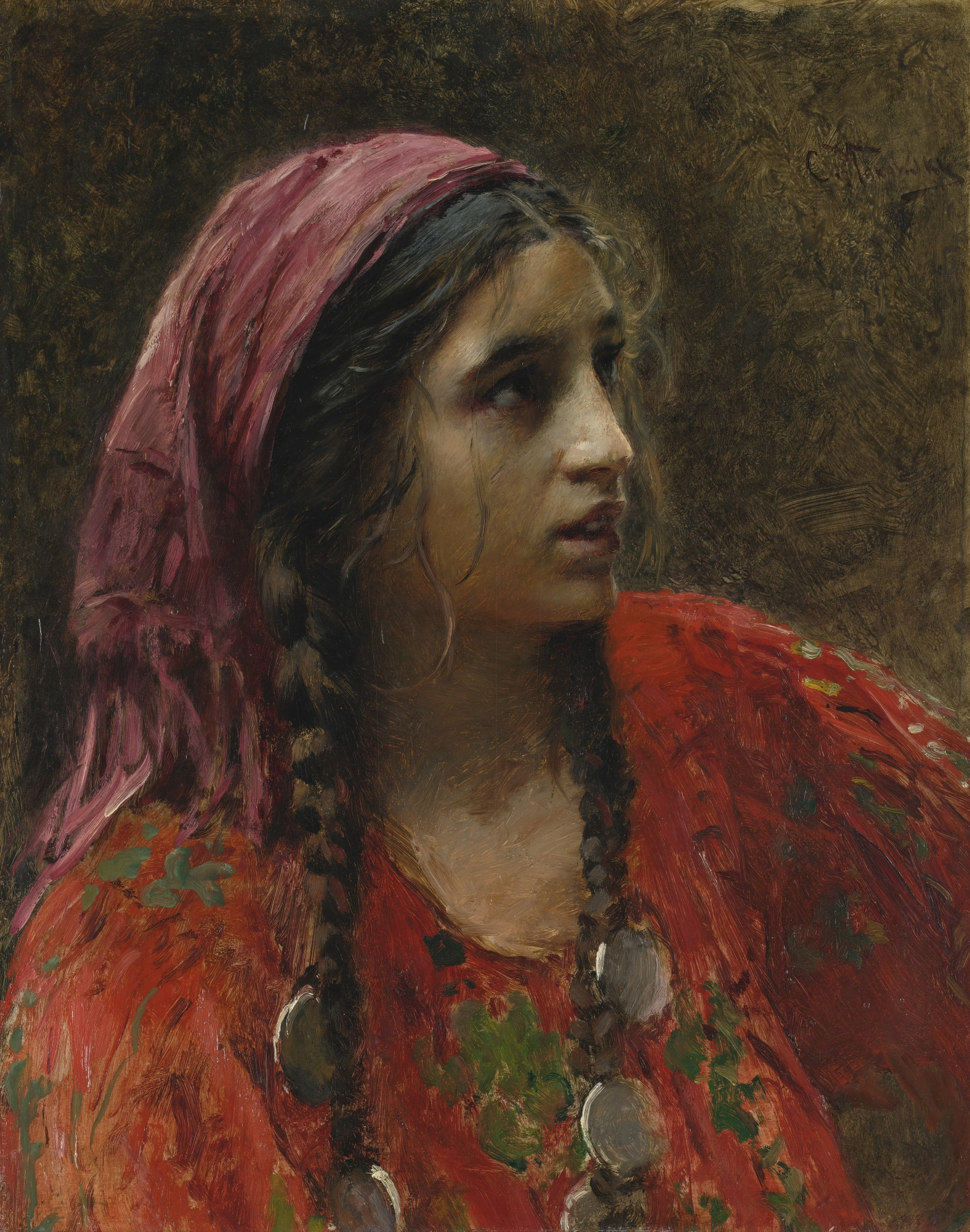
Ромська дівчина Костянтина Маковського
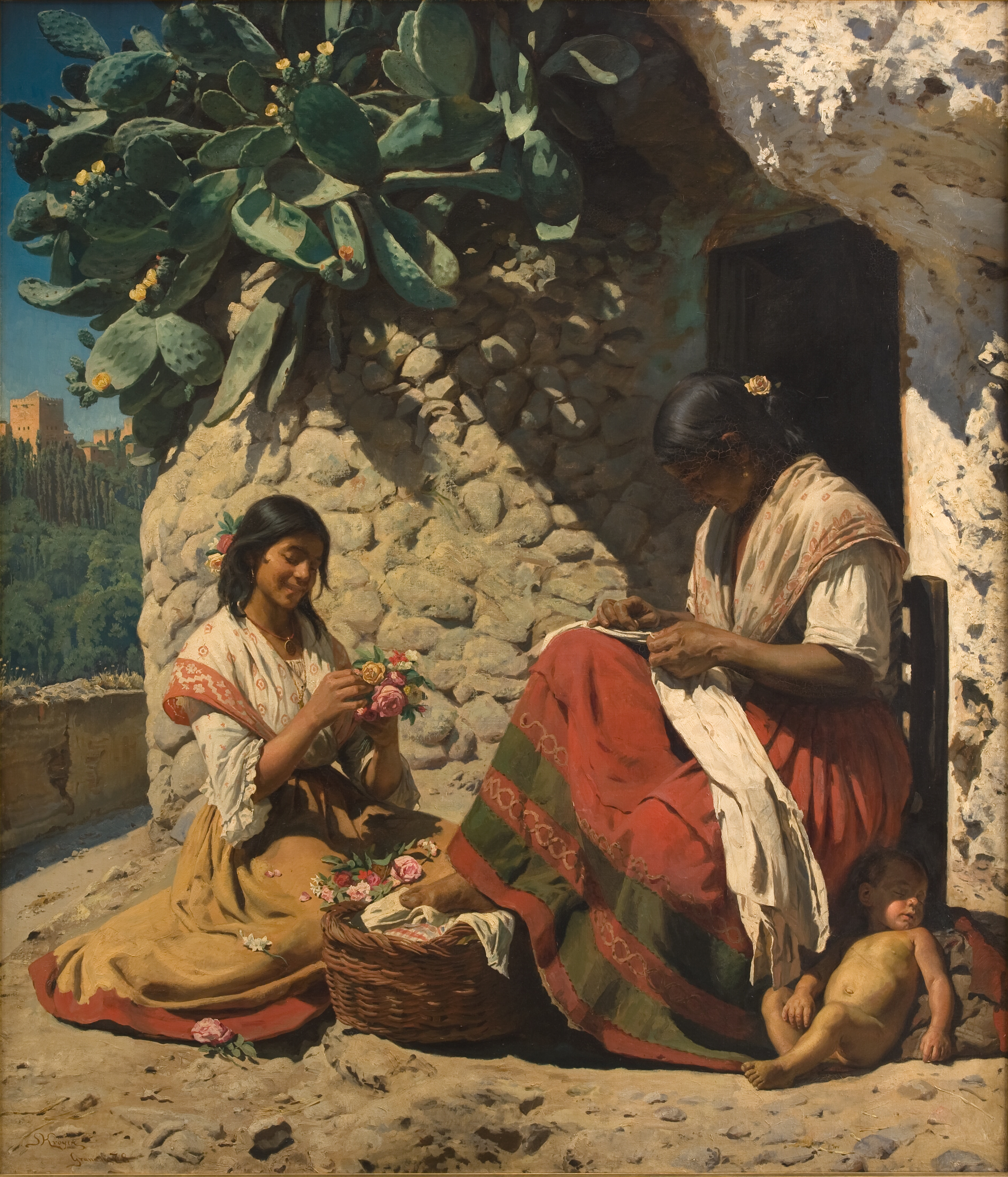
Дві ромські жінки біля свого дому, Педер Северін Кроєр у 1878 році
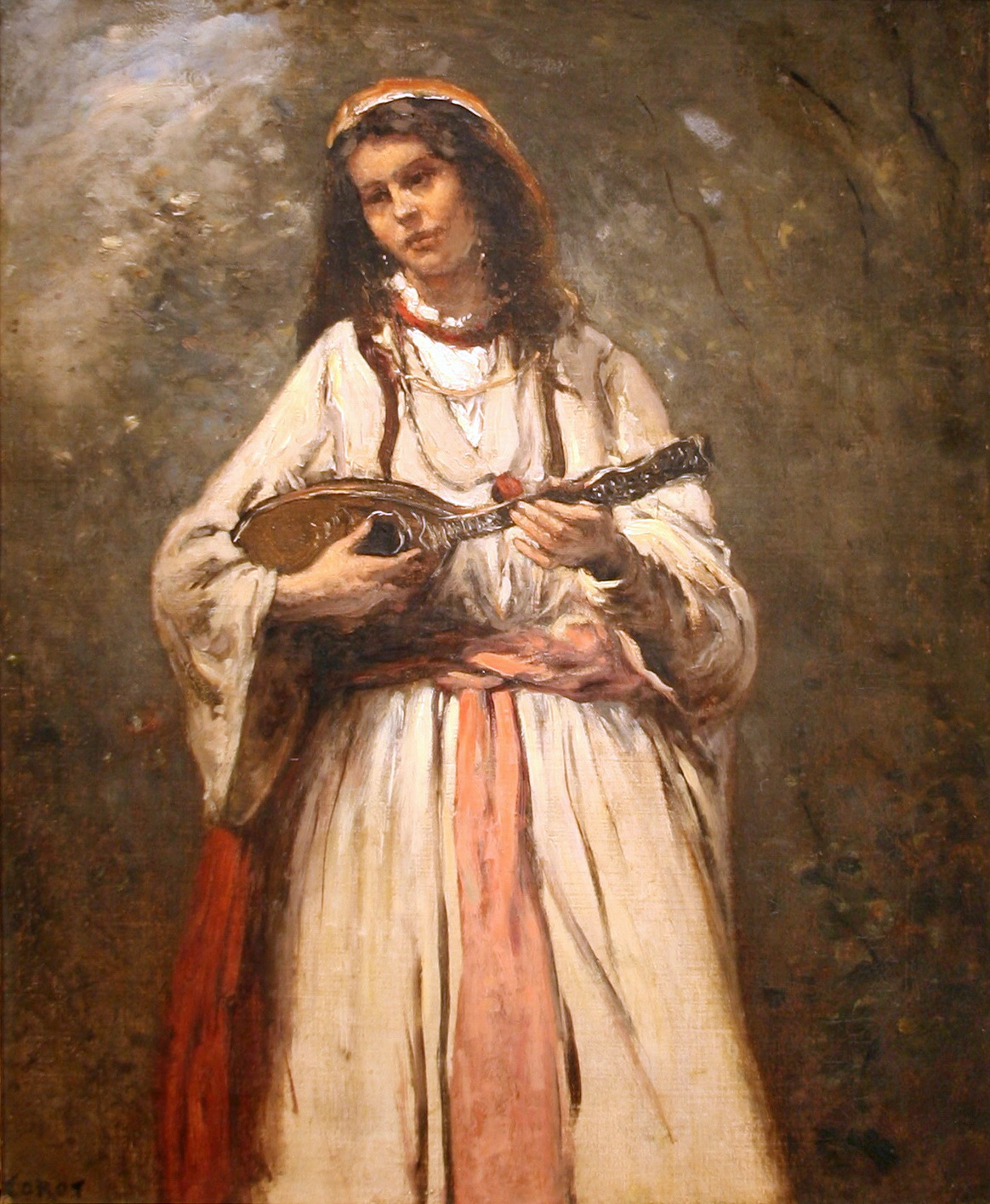
Ромська дівчина з мандоліною Жан-Батіст-Каміль Коро
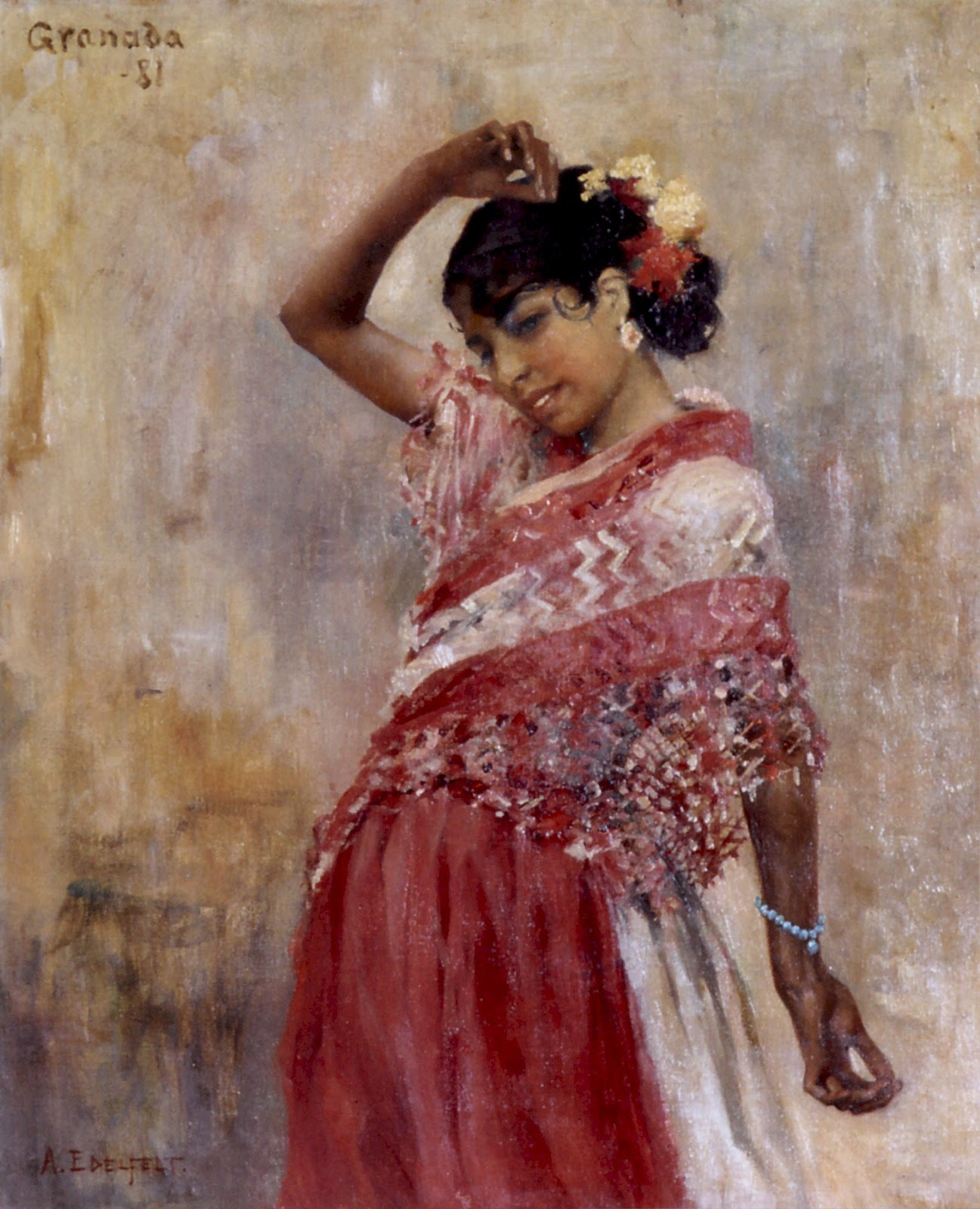
Танець Гітані Альберта Едельфельта, 1881 рік

### Подальше читання
- Gay y Blasco, Paloma. Gypsies in Madrid: Sex, Gender and the Performance of Identity. Oxford: Berg, 1999.
- Sutherland, Anne. Gypsies: The Hidden Americans. Prospect Heights, Ill.: Waveland Press, 1986.
- "Pollution, Boundaries and Beliefs, " In Dress and Identity, pp. 436–444. Edited by Roach-Higgens, Mary Ellen, Joanne Eicher and Kim Johnson. New York: Fairchild Publications, 1995.